# Andrena parilis
Andrena parilis är en biart som beskrevs av Laberge 1967. Andrena parilis ingår i släktet sandbin, och familjen grävbin. Inga underarter finns listade i Catalogue of Life.